# Покутники
Поку́тники (укр. Покутники, официально Славянская Церковь Святого Духа, укр. Слов’янська Церква Святого Духа) — религиозное движение католиков-традиционалистов на западе Украины, отколовшееся от Украинской грекокатолической церкви (УГКЦ).

## Возникновение
Около 1954 года подпольный священник УГКЦ Игнатий Солтыс провозгласил воцарение антихриста в лице советской власти. За собравшейся вокруг него группой последователей закрепилось название «покутники» (от укр. покута — покаяние). Покутники отрицали советскую власть и её атрибуты — паспорта, трудовые книжки, а также службу в армии. На определённом этапе они перестали даже пользоваться своими фамилиями, называя только имя и прибавляя к нему слово «Покутник».
В то же время между Солтысом и подпольными епископами УГКЦ возникли богословские разногласия, в результате чего церковное общение между ними было прекращено. Впоследствии Солтыс заявил, что папа Иоанн XXIII, пошедший на определённое сближение с коммунистическими режимами и РПЦ МП, отпал от веры. Он распространил сообщение, согласно которому предыдущий Папа Пий XII якобы назначил его, Солтыса, своим преемником — Петром Вторым, последним папой римским (ср. седевакантизм).
После ареста Солтыса в 1962 году руководство движением перенял священник Антон Поточняк, который учил, что на Украине происходит тайная битва между силами тьмы и света. Центр мирового католицизма, по его словам, переместился из Рима на гору близ села Среднее на Станиславовщине; вода из ручья, который течёт с этой горы, употреблялась покутниками вместо причастия.
Ко времени своего нового ареста в начале 1981 года Игнатий Солтыс уже считался среди покутников вновь пришедшим на землю Иисусом Христом.

## Отношения с советскими властями
Отношение советской власти к движению покутников было двояким. С одной стороны, предельно негативные высказывания покутников о советском режиме требовали решительной реакции; с другой — поскольку, объективно, покутничество ослабляло подпольную УГКЦ, борьба с ним велась вяло, репрессиям подвергались только те из них, кто вёл активную антисоветскую пропаганду.

## В независимой Украине
После восстановления независимости Украины покутники вышли из подполья и несколько смягчили своё отношение к светской власти (в частности, согласились принимать документы). Их община сравнительно многочисленна в западных областях страны, особенно в Прикарпатье. Покутники внесены в список религиозных организаций, членам которых предоставляется право на альтернативную (невоенную) службу.